# São Sebastião do Paraíso

São Sebastião do Paraíso est une municipalité brésilienne de l'État du Minas Gerais et la microrégion de São Sebastião do Paraíso.